# Sýkořice

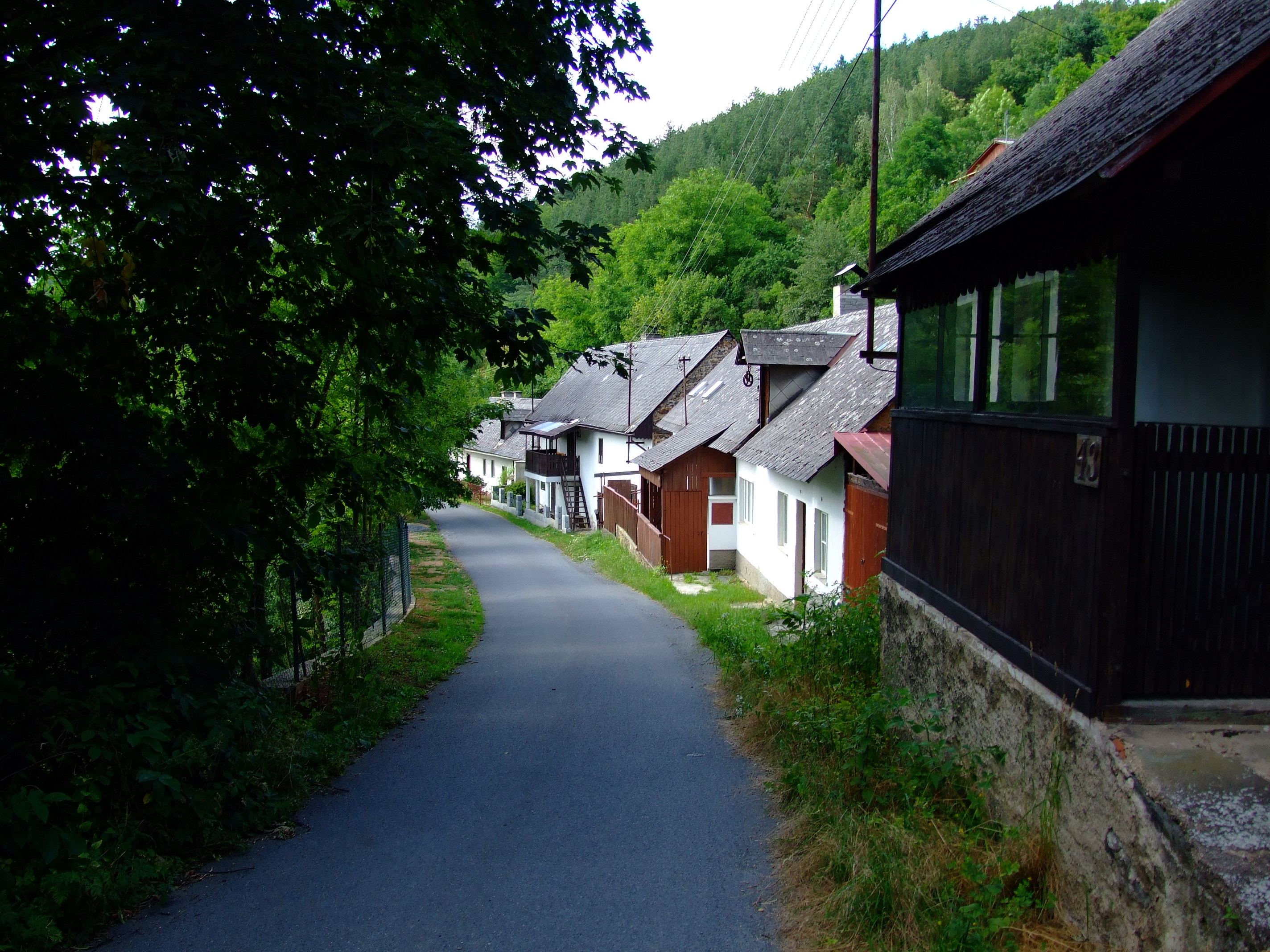
Dorfstraße

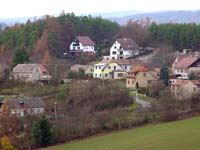
Siedlung Senecká

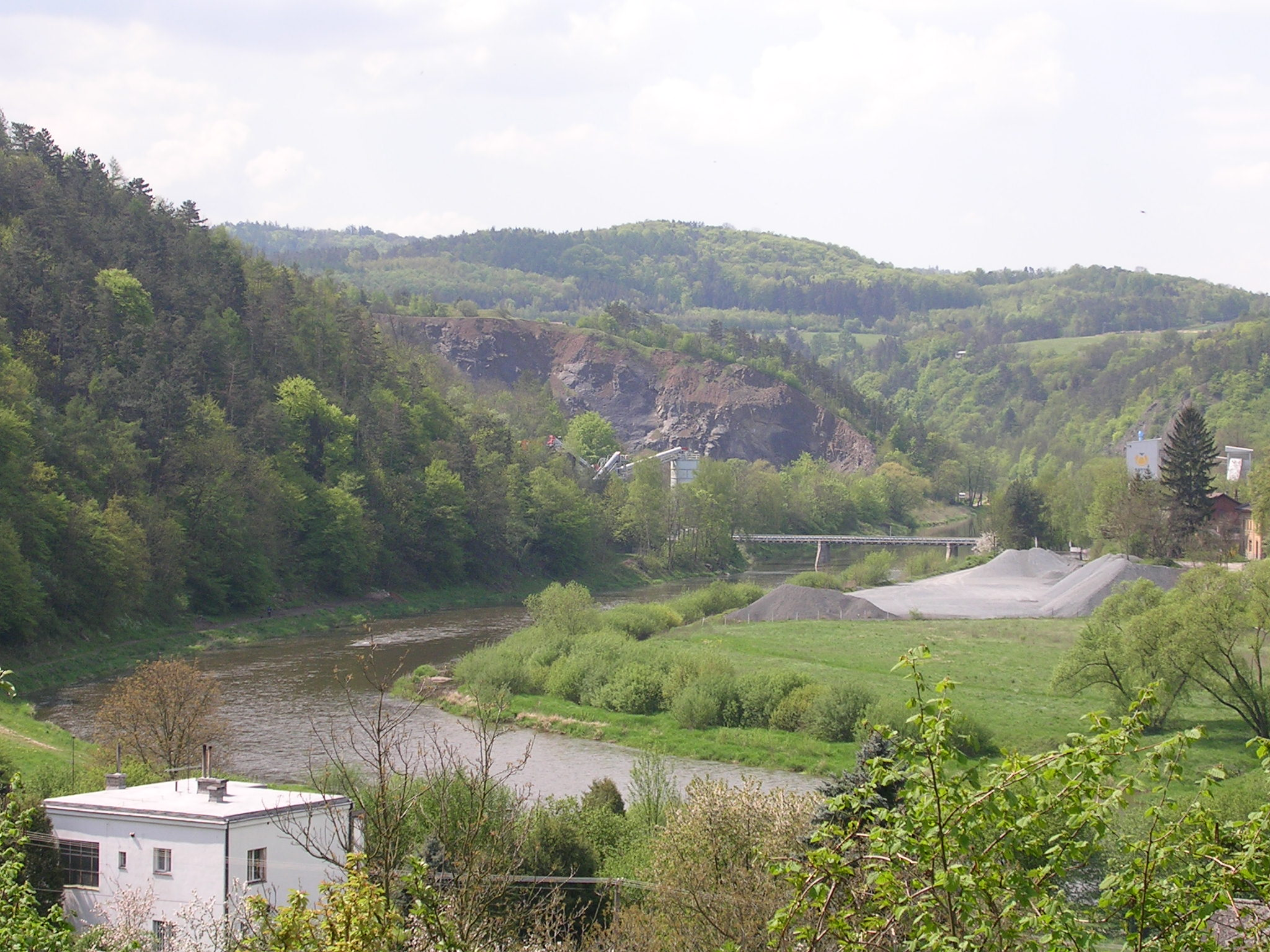
Steinbruch Sýkořice

Sýkořice (deutsch Sikorschitz, auch Sikořitz) ist eine Gemeinde in Tschechien. Sie liegt 13 Kilometer nordwestlich von Beroun und gehört zum Okres Rakovník.

## Geographie
Sýkořice befindet sich in der Křivoklátská vrchovina im Landschaftsschutzgebiet Křivoklátsko. Das Dorf erstreckt sich rechtsseitig über dem Tal des Baches Sýkořický potok am Osthang des Hügels Lom. Gegen Süden liegt das Tal der Berounka. Nach Osten hin umfasst das Gemeindegebiet ein großes Waldgebiet bis zum Tal der Vůznice, gegen Südwesten den Steinbruch gegenüber dem Bahnhof Zbečno und die Berounkaschleife. Nördlich erheben sich die Pěnčína (416 m) und der Jalový (450 m), im Nordosten die Křížovská hora (442 m) und die Koza (452 m), östlich die Losy (433 m) und die Skalka (435 m) sowie westlich der Lipový vrch (374 m) und der Lom (406 m). Durch Sýkořice führt die Staatsstraße II/201 zwischen Křivoklát und Unhošť.
Nachbarorte sind Novina und Klíčava im Norden, Fialka, Kaly, Běleč, Luby, Podřeže und Skalka im Nordosten, Na Koze, Lulákův Dolík, Zelená Bouda und Chyňava im Osten, Dřevíč, Žlubinec, Nižbor und Žloukovice im Südosten, Račice und Nový Jáchymov im Süden, Dubina und Častonice im Südwesten, Roztoky, Velká Buková, Amalín und Křivoklát im Westen sowie Újezd nad Zbečnem und Zbečno im Nordwesten.

## Geschichte
Das Dorf entstand auf dem Jagdweg von Prag zur Burg Pürglitz. Die erste schriftliche Erwähnung des zur königlichen Herrschaft Pürglitz gehörigen Dorfes erfolgte im Jahre 1581. Nach dem Lehenssystem waren die Untertanen von Geldleistungen gegenüber der Burg befreit und stattdessen zu Wachdiensten vor dem vorderen und mittleren Tor, Jagddiensten, Wagenreparaturen sowie der Aufsammlung und Trocknung von Tannenrinde verpflichtet. Außerdem hatten sie sonntäglich zwischen St. Peter und Paul und St. Wenzel Meisen auf der Burg abzuliefern. Das Dorf bestand aus sieben erblichen Hüfnerwirtschaften. Drei der Anwesen wurden während des Dreißigjährigen Krieges niedergebrannt. Im Jahre 1651 bestand Sýkořice aus 29 Katholiken und sieben Nichtkatholiken. 1658 verpfändete Kaiser Leopold I. die Kronherrschaft Pürglitz an Johann Adolf von Schwarzenberg. Dieser beschlagnahmte den Gemeindewald und gestattete den Bewohnern von Sýkořice darin lediglich die Hutung. Der darauf entstandene Streit zog sich bis 1736 hin.
Im Jahre 1685 verkaufte Leopold I. die Herrschaft an Ernst Joseph Graf von Waldstein. 1731 vererbte Johann Joseph Graf von Waldstein die Herrschaft an seine Tochter und Universalerbin Maria Anna Fürstin zu Fürstenberg, die sie 1756 testamentarisch mit der Herrschaft Kruschowitz und dem Gut Nischburg zu einem Familienfideikommiss von 400.000 Gulden vereinigte. Die eine Hälfte des Erbes fiel ihren Söhnen Joseph Wenzel zu Fürstenberg-Stühlingen und Karl Egon I. zu Fürstenberg zu, die andere ihren Töchtern Henriette Fürstin von Thurn und Taxis und Maria Theresia zu Fürstenberg. Als Fideikommisserben setzte sie ihren zweitgeborenen Sohn Karl Egon I. ein, der durch Ausgleich auch die Anteile seiner Geschwister erwarb. Nach dem Tode von Karl Egon I. erbte 1787 dessen ältester Sohn Philipp Fürst zu Fürstenberg († 1790) den Besitz, ihm folgten seine Kinder Karl Gabriel zu Fürstenberg († 1799) und Leopoldine Prinzessin von Hessen-Rothenburg-Rheinfels. 1803 verzichteten die weiblichen Erben in einem Familienvergleich zugunsten des minderjährigen Karl Egon II. zu Fürstenberg und der fürstlichen und landgräflichen Häuser Fürstenberg; als Verwalter wurde bis zu dessen Volljährigkeit im Jahre 1817 Joachim Egon Landgraf von Fürstenberg eingesetzt.
Im Jahre 1843 bestand Sikořitz bzw. Sikořice aus 33 Häusern mit 258 Einwohnern. Abseits lagen die Oberförsterei Grund und die Ruine der Burg Dřewíč. Pfarrort war Zbečno. Bis zur Mitte des 19. Jahrhunderts blieb Sikořitz dem Fideikommiss Pürglitz untertänig.
Nach der Aufhebung der Patrimonialherrschaften bildete Sýkořice / Sikořitz ab 1850 einen Ortsteil der Gemeinde Zbečno im Bezirk Rakonitz und Gerichtsbezirk Pürglitz. Im Jahre 1853 lösten sich Sýkořice und Račice von Zbečno los und bildeten die Gemeinde Sýkořice. Nach dem Tode Karl Egon II. zu Fürstenberg erbte 1854 dessen zweitgeborener Sohn Max Egon I. den Fideikommiss Pürglitz. 1869 lebten in den 47 Häusern des Dorfes 437 Personen. Račice löste sich 1880 los und wurde eigenständig. Zu dieser Zeit bestand Sýkořice aus 61 Häusern mit 418 Einwohnern. Das Gemeindehaus wurde 1924 erbaut, 1928 erfolgte der Anbau eines Schulhauses. 1929 verkaufte die Familie Fürstenberg ihre Pürglitzer Güter an den tschechoslowakischen Staat. Im Jahre 1932 lebten in Sýkořice 376 Personen. 1953 wurde die sich nördlich an Sýkořice anschließende Siedlung Senecká einschließlich der am nördlichen Ende gelegenen Einschicht Vrška von Zbečno nach Sýkořice umgemeindet. Im Jahre 1961 war Sýkořice auf 189 Häuser angewachsen und hatte 664 Einwohner.
Sýkořice ist heute ein Erholungsort, vor allem in der Berounkaschleife und am flussabwärts gelegenen Ufer befinden sich zahlreiche Ferienhütten. Größtes Unternehmen ist der von der Firma Kámen Zbraslav betriebene Steinbruch an der Berounka.

## Gemeindegliederung
Für die Gemeinde Sýkořice sind keine Ortsteile ausgewiesen. Zu Sýkořice gehören die Ansiedlung Luby, das Hegerhaus Skalka, das Schloss Dřevíč, die Einschichten Podřeže, Na Koze, Lulákův Dolík und Valentův Mlýn, die Chaluppen an der Račicer Fähre, die Fischereichaluppen an der Vůznice sowie die Ortslagen Senecká und Vrška.

## Sehenswürdigkeiten
- Chaluppe Nr. 1, das seit 1630 nachweisliche Gehöft, ist das älteste Haus des Dorfes. Von 1708 bis 2000 gehörte es der Familie Rayman bzw. Rajman
- Gemauerter Glockenturm im Garten des Hauses Nr. 29. Er wurde 1856 errichtet und ersetzte einen baufälligen hölzernen Vorgängerbau am Haus Nr. 15, der dort die Einfahrt behindert hatte
- Denkmal für die Gefallenen des Ersten Weltkrieges, geschaffen 1928.
- Jagdschloss Dřevíč (Grund), erbaut zu Beginn des 18. Jahrhunderts, es ist seit 1991 Privatbesitz von Karel Schwarzenberg
- Neobarocke Kapelle des hl. Hubertus bei Dřevíč, geschaffen 1899.
- Naturreservat Kabečnice, Prallhang der Berounkaschleife von Žloukovice
- Nationales Naturreservat Vůznice im Tal des gleichnamigen Baches

## Söhne und Töchter der Gemeinde
- Joachim Egon Fürst zu Fürstenberg (1923–2002), deutscher Unternehmer, geboren auf Schloss Grund